# Вуц
Вуц, Уц или Ут (блр. Вуць; Уць; рус. Уть) малена је река на крајњем југоистоку Гомељске области у Републици Белорусији. Лева је притока реке Сож (сливно подручје реке Дњепар).
Извире на око 2 km од села Лукјановка у Добрушком рејону, тече према западу преко Гомељског Полесја и улива се у реку Сож у Гомељском рејону, јужно од града Гомеља.
Укупна дужина водотока је 75 km, а површина сливног подручја 433 km². Просечан проток воде у зони ушћа је око 1,5 m³/s. Укупан пад је 32 метра, односно у просеку 0,42 м/км тока.
Обале су доста ниске и захваљујући обимним мелиорационим радовима готово у потпуности култивисане. Ширина реке креће се између 10 и 18 метара, док је наплавна равница широка између 200 и 300 метара. Река је доста плитка и у највећем делу тока има дубину до 1 метра.
Недалеко од извора на левој обали смештена је варошица Цераховка.